# Menri
Le monastère de Menri (tibétain : སྨན་རི་དགོན་པ།, Wylie : sman ri dgon pa, sman ri signifiant littéralement « la montagne de médecine », chinois : 梅日寺 ; pinyin : méirì sì, également appelé Tashi Menri Gonpa, tibétain : བཀྲ་ཤིས་སྨན་རི་དགོན་པ།, Wylie : bkra shis sman ri dgon pa) est un monastère Bonpo du Tibet. Il a été établi en 1405 par Nyammé Shérap Gyeltsen (1356-1416), et est devenu le monastère Bön principal du Tibet. L'abbé de Menri est reconnu comme le dirigeant spirituel de l'école Bön.
Le monastère de Menri a été détruit pendant la révolution culturelle puis reconstruit en 1984 et les trésors patrimoniaux du temple qui avaient été enfouis pendant la révolution culturelle y ont été replacés.

## Monastère de Menri en Inde

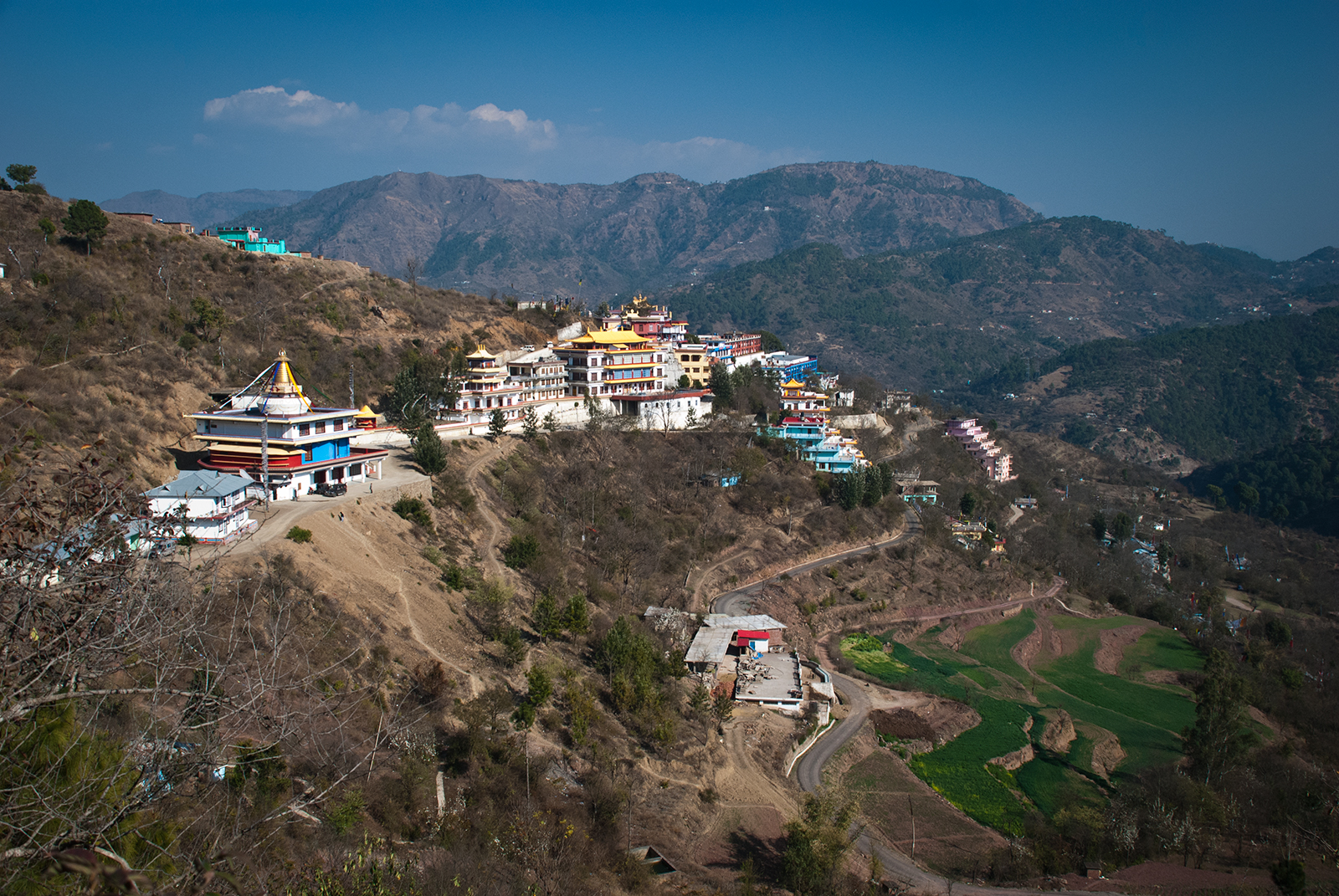
Monastère de Menri en Inde

Menri a aussi été re-fondé dans l'Himachal Pradesh, en Inde en 1967 par Lopon Tenzin Namdak. Ce monastère a recréé le programme de formation de geshe en Inde et est l'habitat de plus de 200 moines. Menri en Inde et le monastère de Triten Norbutse au Népal accueille maintenant les seuls deux programmes de geshe dans la lignée Bön.